# Araricá
Araricá is een gemeente in de Braziliaanse deelstaat Rio Grande do Sul. De gemeente telt 5.181 inwoners (schatting 2009).